# Adam Fogerty
Pour les articles homonymes, voir Fogerty.
Adam Fogerty est un acteur, joueur de rugby et boxeur britannique né le 6 mars 1969 à Oldham (Royaume-Uni).

## Biographie
Il est boxeur en Angleterre de 1987 à 1991, obtenant, en 19 combat, 18 victoires dont 13 KO, chez les lourds
Il devient ensuite rugbyman, pendant 6 ans : 2 saisons pour Halifax (1991 à 1993), 3 saisons pour St Helens (1993 à 1996), avec lequel il remporte la Super League et une saison pour Warrington (1998). Il inscrit 84 points au total.
Il commence alors en parallèle une carrière d'acteur, qu'il intensifie dès 1997.

## Filmographie
- 1992 : La Puissance de l'ange (The Power of One) de John G. Avildsen : Andress Malan
- 1996 : Les Virtuoses (Brassed Off) de Mark Herman : Miner
- 1997 : Shooting Fish de Stefan Schwartz : Bruiser
- 1997 : L'Homme qui en savait trop... peu (The Man Who Knew Too Little) de Jon Amiel : Newman
- 1997 : Incognito de John Badham : Ugo
- 1998 : Up 'n' Under : Wayne, Cobbler's Arms team
- 1998 : Little Voice de Mark Herman : Bouncer
- 2000 : Newcastle Boys (Purely Belter) de Mark Herman : Zak
- 2000 : Snatch (Snatch) de Guy Ritchie : Gorgeous George
- 2000 : Jardinage à l'anglaise (Greenfingers) de Joel Hershman : Raw
- 2001 : Jack et le haricot magique (Jack and the Beanstalk: The Real Story) (TV) : Forensic Doctor
- 2001 : Carton rouge (Mean Machine) de Barry Skolnick : Mouse
- 2004 : Gladiatress : Wolfsclaw
- 2005 : Piège en eaux profondes (Submerged) d'Anthony Hickox : O'Hearn
- 2006 : Played de Sean Stanek : Big Frankie
- 2007 : Stardust, le mystère de l'étoile de Matthew Vaughn : un pirate
- 2009 : Legend of the Bog : Bog Body
- 2011 : Love's Kitchen de James Hacking: Terry
- 2014 : Plastic de Julian Gilbey : Spencer
- 2015 : Legend